# Salssen
Salssen ist eine Wüstung in der einstigen Liebenwerdaer Heide im südbrandenburgischen Landkreis Elbe-Elster.
Heimatkundliche Schriften vermuten, dass sich die Ortschaft, welche wohl angeblich Stadt- und Geleitsrecht besaß, etwa zwei bis zweieinhalb Kilometer nordöstlich der Gemeinde Hohenleipisch in unmittelbarer Nähe des Moorgebietes Loben befand. Pechofenkeramik, die nördlich des Lobens gefunden wurde, stärken diese Vermutung.
Salssen taucht im Forstzeichenbuch von 1572 als „wüste Dorfstatt Salssen“ auf. Der Ortsname von Salssen ist vermutlich sorbischen Ursprungs und leitet sich von „Zalesno“ ab, welches „Ort hinter dem Wald“ bedeutet.
Auf Grund einer regionalen Sage, die von einer untergegangenen Stadt mit einem Schloss berichtet und der Namensähnlichkeit des Nahe gelegenen Hohenleipisch, wurde Salssen auch mit der sagenumwobenen Stadt Liubusua dem Hauptsitz des Slawenstammes der Lusici in Verbindung gebracht und die Thietmar von Merseburg in seiner Chronik erwähnte, was aber nicht bestätigt werden konnte. Die moderne Archäologie geht derzeit davon aus, dass Liubusua in der Nähe von Löbsal bei Meißen lag.

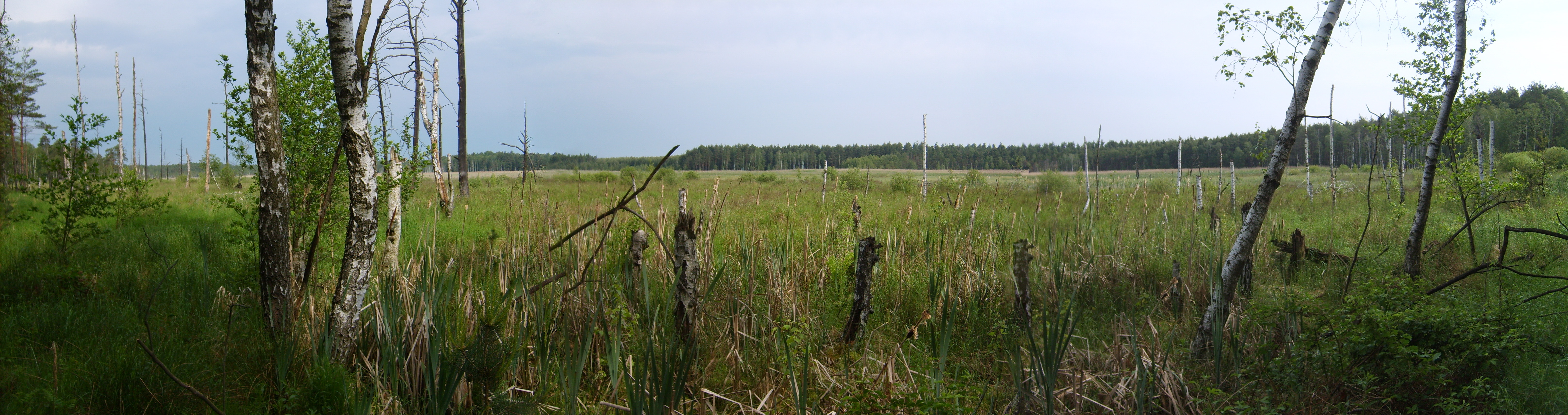
Der „Loben“